# Биндорф (Мекленбург)
Биндорф (нем. Biendorf) — община в Германии, в земле Мекленбург-Передняя Померания.
Входит в состав района Бад-Доберан. Подчиняется управлению Нойбуков-Зальцхаф. Население составляет 1266 человек (на 31 декабря 2010 года). Занимает площадь 40,86 км².